# Setu-Kanal

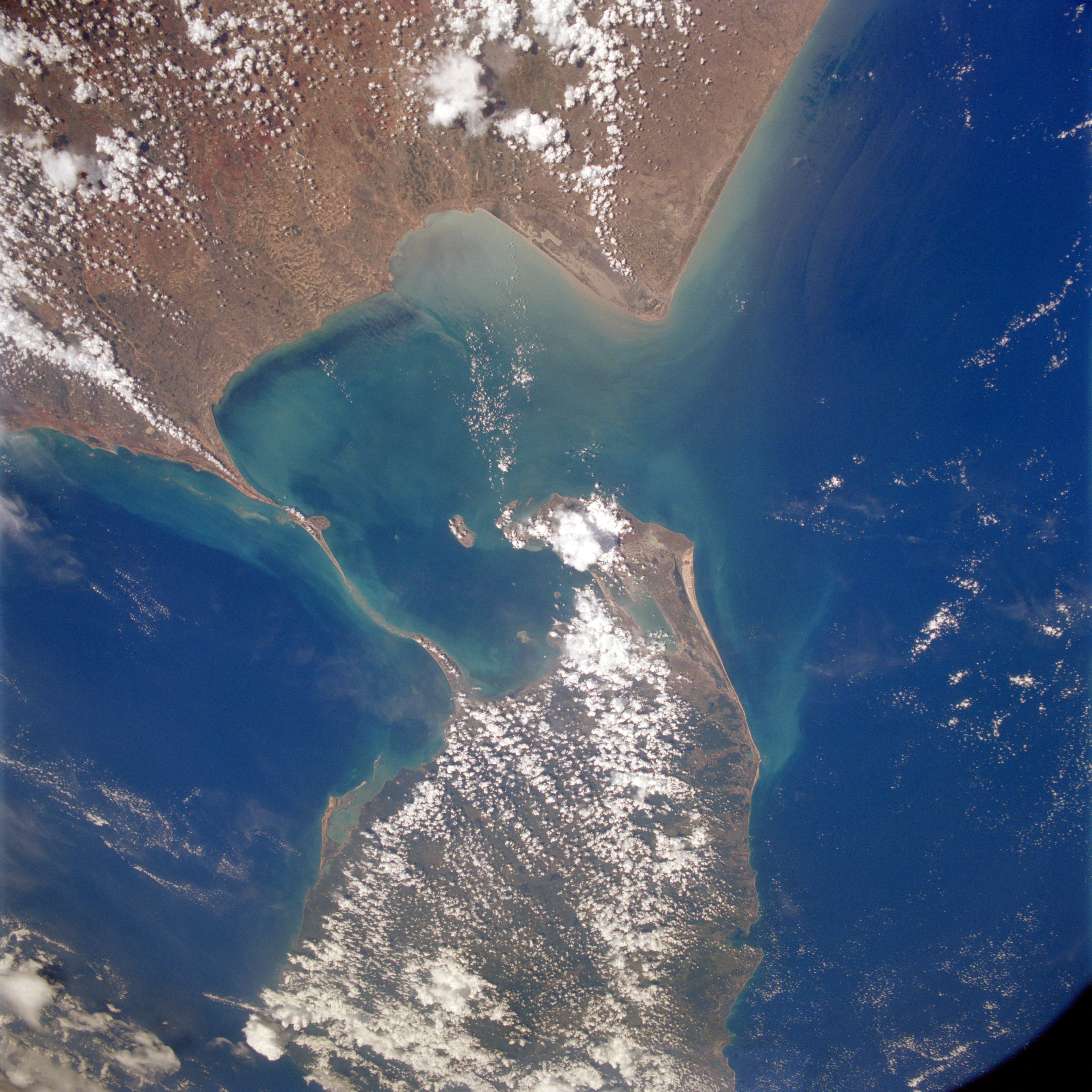
Palkstraße und Adamsbrücke zwischen Indien (oben) und Sri Lanka (unten)

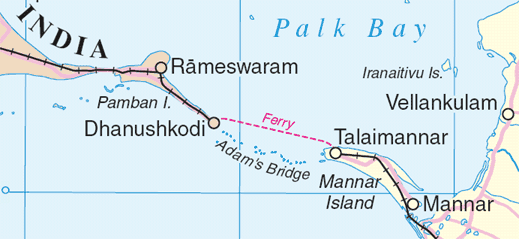
Karte der Adamsbrücke

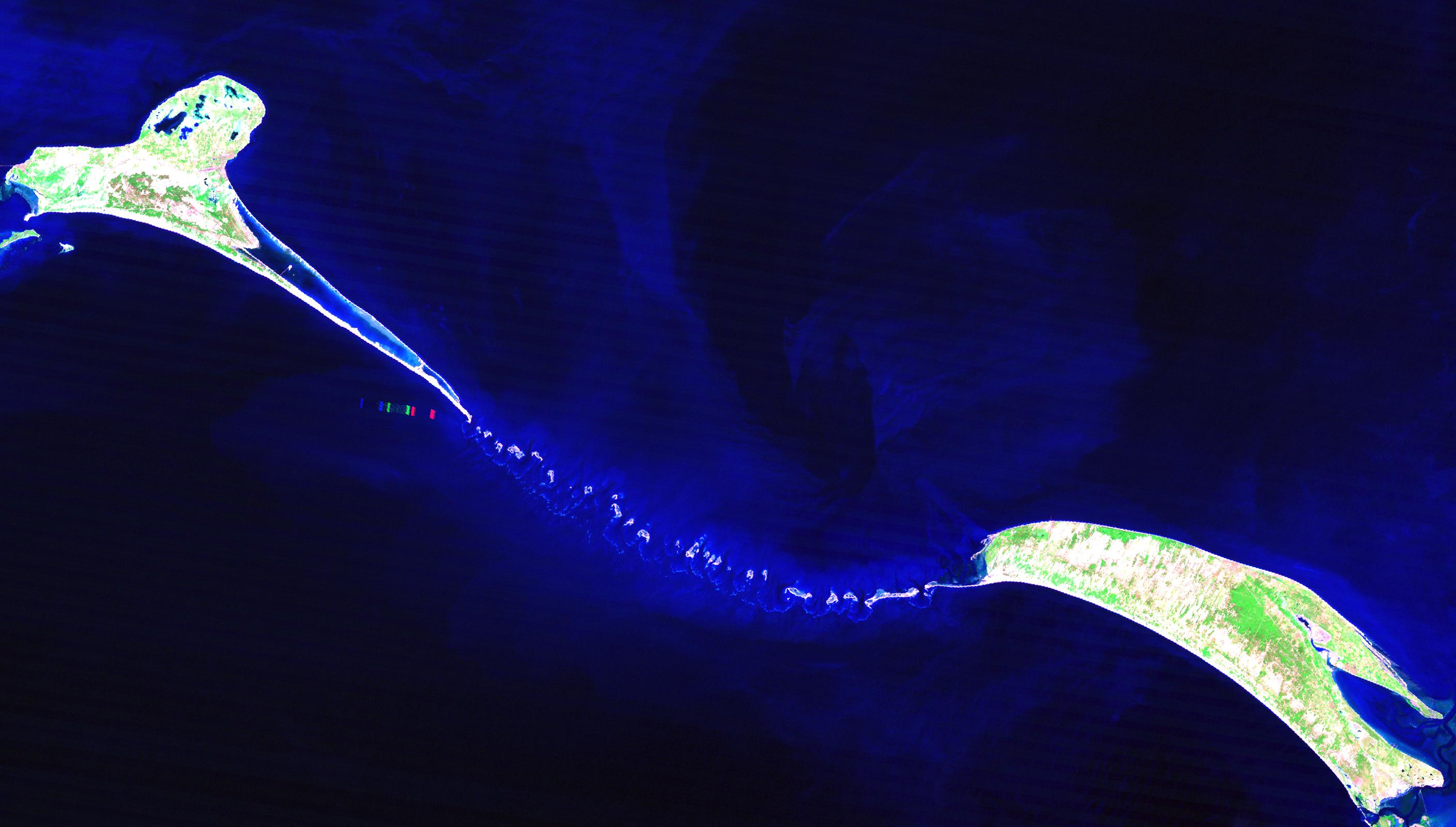
Satellitenbild der Adamsbrücke

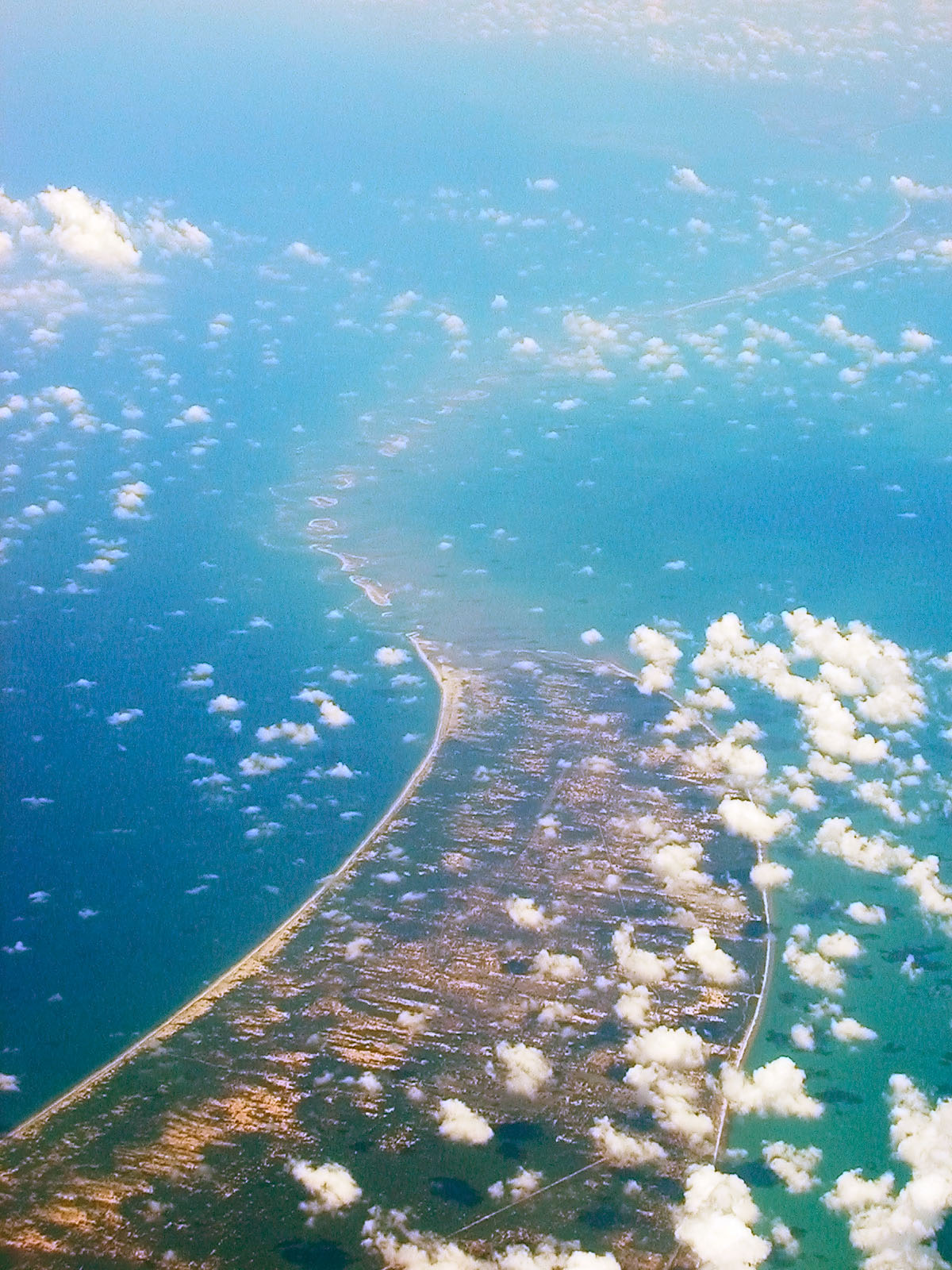
Luftaufnahme der Adamsbrücke

Der Setu-Kanal, auch Sethusamudram Shipping Canal Project, ist ein indisches Projekt zum Bau einer Wasserstraße durch den als Adamsbrücke bezeichneten Riffbogen zwischen Indien und Sri Lanka.

## Geographie
Zwischen Indien und Sri Lanka liegt die flache Palkstraße und ein Insel- und Riffbogen, der in Indien mit einer spitzen Halbinsel beginnt und sich über die Insel Pamban fortsetzt, die wiederum in einem langen Sporn zu der als Adamsbrücke bezeichneten Kette von Inseln und Korallenriffen zeigt. Die Adamsbrücke endet in Sri Lanka bei der Insel Mannar, die nur durch einen engen, flachen Kanal von der Hauptinsel Sri Lanka getrennt ist. Die Adamsbrücke kann allenfalls von kleinen Fischerbooten durchfahren werden. Kleine Küstenschiffe ohne hohe Aufbauten können durch die Palkstraße und die
Pamaban-Passage zwischen der Insel Pamban und dem indischen Festland fahren, wofür allerdings die Pamban-Eisenbahnbrücke geöffnet werden muss. Größere Seeschiffe müssen den Weg südlich um Sri Lanka herum nehmen. Für die Schifffahrt von einer indischen Küste zur anderen würde eine Passage durch die Palkstraße eine erhebliche Verkürzung bedeuten. Für Schiffe vom Sueskanal oder aus dem persisch/arabischen Golf wäre die Verkürzung weniger bedeutend. Der Verkehr aus Ostasien wäre davon nicht betroffen.

## Das Projekt
Die Idee zum Bau des Setu-Kanals stammt vom britischen Commander Alfred Dundas Taylor, dieser schlug 1860 den Bau einer Wasserstraße zwischen Indien und Ceylon zur Verkürzung des Seewegs zwischen dem Golf von Bengalen und dem Arabischen Meer um 424 Seemeilen vor. Während 140 Jahren wurden zahlreiche Varianten untersucht, wie z. B. ein Kanal durch die Halbinsel oder durch die Pamban-Passage bzw. durch die Insel Pamban. 1999 wurde der immer wieder aufgeworfene Plan vonseiten des indischen Militärs wieder hervorgeholt und in den folgenden sieben Jahren zum durchführbaren Projekt ausgebaut. Es wurde von der Regierung genehmigt und am 2. Juli 2005 von Premierminister Manmohan Singh  eingeweiht.

## Der Bau
Das Sethusamudram Shipping Canal Project sieht einen insgesamt 167 Kilometer langen und 300 Meter breiten Schifffahrtsweg mit zwei 14,5 Meter tiefen Fahrrinnen entlang der indischen Halbinsel zur Verbindung der indischen West- und Ostküste durch eine schiffbare Fahrrinne vor. Der zukünftige Kanal soll Schiffen mit 290 Metern Länge, 33 Metern Breite, 12,8 Metern Tiefgang und einer Tragfähigkeit von etwa 65.000 Tonnen die Durchfahrt ermöglichen. Die Fahrrinne führt vom westlichen Golf von Mannar durch das Setu Samudram genannte Flachwassergebiet zwischen Indien und Sri Lanka zur nördlichen Palkbucht. Dabei werden die Korallenriffe der Adamsbrücke (indisch, Ram Sethu) durchschnitten und die Fahrrinne in der Palkbucht stark vertieft.
Im Einzelnen müssen in zwei Bauabschnitten etwa 82,5 Millionen Kubikmeter Sediment auf einer Strecke von 83 Kilometern bewegt werden. Auf der 54 Kilometer langen nördlichen Strecke zwischen Kodiyakkarai und Manalmelkudi in der Palkbucht müssen etwa 35,5 Millionen Kubikmeter ausgebaggert werden, im südlichen Abschnitt zwischen Tuticorin und Kodiyakkarai sind 48  Millionen Kubikmeter Baggergut zu entfernen. Der nördliche Bauabschnitt in der Palkbucht verschlickt durch die Monsunregenzeit jedes Jahr aufs Neue und wird daher ständiger Unterhaltungsbaggerungen bedürfen. Die Kosten des Projekts wurden mit rund 550 Millionen US-Dollar veranschlagt.

## Kritik und Widerstände
Von verschiedenen Gruppen wird der Bau des Kanals kritisiert, zum Teil auch aktiv bekämpft. Die Hauptkritikpunkte sind die ökologischen Risiken, die wirtschaftlichen und politischen Auswirkungen sowie die Verletzung der religiösen Gefühle eines Teils der involvierten Bevölkerung.
Das National Environment Engineering Research Institute in Nagpur bewilligte den mit zahlreichen ökologischen Gefahren verbundenen Bau des Schifffahrtsweges. Diese ergeben sich aus den ungeklärten Folgen der großräumigen Änderung der Hydromorphologie des Seegebiets. Der Kanal verändert beispielsweise die Strömungsverhältnisse der bisherigen Flachwasserzone. Eine mittelbare Folge könnte die unvorhersehbare Auswirkung auf die Wellenbildung zukünftiger Tsunamis sein. Beim Tsunami vom 26. Dezember 2004 wirkte das Seegebiet als Bremse in der Meereszirkulation rückströmender Wassermassen um Sri Lanka. Ebenfalls ungeklärt ist der Umgang mit den großen Mengen an Baggergut. Die Ausbringung des Baggergutes in der Palkbucht könnte beispielsweise alleine durch die Wassertrübung Probleme auslösen. Ein Vorschlag zur Lösung dieser Problematik ist die Aufschüttung künstlicher Inseln an der indischen Küste.
Sri Lanka sieht durch den Kanal seine wirtschaftlichen Interessen gefährdet. Darüber hinaus wurde 1976 bei den Verhandlungen zur Grenzziehung zwischen Indien und Sri Lanka vereinbart, auf den Bau eines Kanals zu verzichten. Auch eine Gefährdung des zukünftigen Schiffsverkehrs durch sri-lankische Rebellen ist denkbar.
Innenpolitisch wird der Bau des Kanals von verschiedenen indischen Parteien und Gruppierungen als Instrument benutzt. Diese Thematik überschneidet sich mit der religiös begründeten Forderung, die Adamsbrücke nicht zu zerschneiden. Das Projekt wurde vor den Supreme Court of India gebracht, der in einer vorläufigen Entscheidung eine Beschädigung der Adamsbrücke verbot (ohne die sonstigen Baggerarbeiten zu untersagen), dessen endgültige Entscheidung aber noch aussteht (per Januar 2010). Inzwischen sind die geschätzten Kosten erheblich gestiegen und die Finanzierungszusagen abgelaufen.